# Blepharita albostigmata
Blepharita albostigmata là một loài bướm đêm trong họ Noctuidae.